# 丸山嵯峨一郎

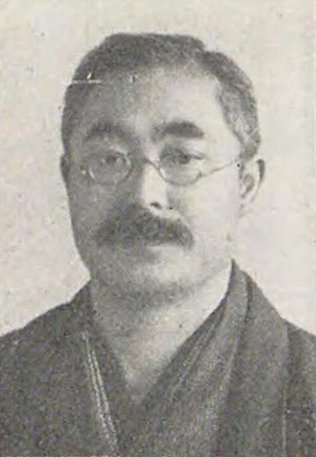
丸山嵯峨一郎

丸山 嵯峨一郎（まるやま さがいちろう、慶応4年1月21日（1868年2月14日） - 昭和19年（1944年）2月5日）は、日本の衆議院議員（自由党→憲政党→立憲政友会→政友本党）、弁護士。

## 経歴
越後国魚沼郡馬場村（現在の新潟県十日町市）出身。1887年（明治20年）に第一高等中学校に入学し、1891年（明治24年）に卒業。同年、東京帝国大学法科大学に入学し、1894年（明治27年）に卒業した。卒業後は弁護士事務所を新潟市に開いた。
1898年（明治31年）、第5回衆議院議員総選挙に出馬し当選。以後、第6回、第9回、第13回、第14回の計5回当選を果たした（第9回は補欠当選）。
その他、新潟商業会議所特別会員、新潟県弁護士会長、新潟県競馬倶楽部会長を務めた。